# ATS Kulmbach 1861
Der Verein ATS Kulmbach 1861 (Allgemeiner Turn- und Sportverein Kulmbach 1861 e. V.) ist einer der ältesten und größten allgemeinen Turn- und Sportvereine in Bayern.

## Geschichte des Vereins
Der ATS wurde bereits am 23. März 1861 kurz nach Aufhebung des Turnverbots in Kulmbach nach den Idealen des Turnvaters Friedrich Ludwig Jahn als Turnverein 1861 gegründet. Der Stadtmagistrat stellte dem Verein den Platz hinter der Vogelstange unentgeltlich zur Verfügung, kurze Zeit später wurde der Schützengarten genutzt. Die Fahnenweihe fand 1862 auf dem Kulmbacher Marktplatz stand.
1865 zählte man bereits 80 aktive Mitglieder. Mehrere Verlegungen des Turn- und Kneipenlokals erfolgten. Der Vorstand Conrad Nützel machte sich einen Namen, indem er den Verein ab 1876 35 Jahre lang führte. Am 11. August 1878 wurde im Rahmen eines großen Stadtfestes der 100. Geburtstag des Turnvaters Jahn begangen.
1886 wurde zum 25-jährigen Bestehen des Vereins ein Fonds zum Bau einer eigenen Halle eingerichtet, welche am 25. September 1893 fertiggestellt und dem Verein übergeben werden konnte. 1895 wurde als erste zusätzliche Sportart die Abteilung Fechten eingerichtet.
Schon damals betätigte sich der ATS als Ausrichter von überregionalen Veranstaltungen, wie z. B. 1894 das Nordbayerische Bezirksturnfest und 1897 das zweite Turnfest des Akademischen Turnerbundes mit über 600 Studenten.
1907 übernahm der Turnverein die Patenschaft über den befreundeten Turnerbund Kulmbach und fusionierte mit diesem 1931 zur Kulmbacher Turnerschaft. 1934 wurden zum 10. Turnfest des Akademischen Turnerbundes schon mehrere Tausend Teilnehmer gezählt, der Verein hatte 1936 bereits über 700 Mitglieder.
Nach dem Zweiten Weltkrieg wurde der Verein am 3. März 1946 unter dem Namen ATS Kulmbach wieder gegründet und führte seine alten Traditionen fort. Im Jahre 1971 wurde das 110-jährige Bestehen gefeiert, als Ehrengast erschien der damalige Bundeskanzler Willy Brandt. Der ATS durfte in der Folgezeit zahlreiche Großveranstaltungen ausrichten, so zum Beispiel 1974 das Bayerische Landjugendtreffen und 1983 das Gauturnfest mit jeweils weit über 1.000 Teilnehmern.
Nachdem 1911 die Fußballabteilung hinzugekommen war, wurde in den 1920er-Jahren der Verein um sechs Abteilungen erweitert, nach dem Zweiten Weltkrieg kamen zehn weitere hinzu. Heute hat der Verein 19 Abteilungen mit über 2.000 Mitgliedern und stellt einen überregionalen Schwerpunkt in der bayerischen Sportlandschaft dar.

## Fußball
Zu ihrer erfolgreichsten Zeit spielten die Fußballer des ATS Kulmbach von 1951 bis 1958, 1960 bis 1963 und 1974 bis 1982 in der damals drittklassigen Bayernliga bzw. Bayernliga Nord (von 1953 bis 1963 war die Bayernliga in eine Nord- und eine Südstaffel aufgeteilt). Im Jahr 1953 wurde man sogar Bayernligameister, scheiterte aber in der anschließenden Aufstiegsrunde zur II. Division. Nach dem 2. Platz 1977 durfte der ATS Kulmbach an der deutschen Amateurmeisterschaft teilnehmen und erreichte das Halbfinale. Die einzige Hauptrundenteilnahme im DFB-Pokal endete 1976 bereits in der ersten Runde mit einem 2:4 bei den Sportfreunden Siegen.
2004 wurde die erste Mannschaft aus finanziellen Gründen vom Spielbetrieb (damals in der Bezirksoberliga Oberfranken) zurückgezogen und musste zweimal (nach jeweils einjähriger Pause) in der untersten Spielklasse neu beginnen.

## Eissport
Die Eishockeymannschaft des ATS erreichte 1984 die Meisterschaft in der Gruppe Nord der Landesliga und stieg nach der Endrunde zusammen mit den EC Hedos München in die Bayernliga auf. Die Saison 1984/85 in der Bayernliga wurde schon im Dezember 1984 durch die Abmeldung der Mannschaft vom Spielbetrieb vorzeitig beendet. Während später die Eishockeymannschaften bei den Vereinen EC Kulmbach und EHC Kulmbach am Spielbetrieb des BEV teilnahmen, meldete in der Saison 2011/12 erneut der ATS eine Mannschaft für die [Eishockey-Bezirksliga Bayern|Bezirksliga] und belegte in der Eishockey-Bezirksliga Bayern Nord den letzten Platz. Für die Fortsetzung des Spielbetriebs in der Saison 2012/13 meldete der ATS zusammen mit der EHC Bayreuth 1b eine Spielgemeinschaft für die Bezirksliga Nord, die zur Saison 2013/14 wiederaufgelöst wurde und zur Nichtfortsetzung der Teilnahme am Ligenspielbetrieb durch die Abteilung Eissport führte.

### Kulmbacher EC
Neben dem ATS Kulmbach 1861 (BYL) gab es noch den DEWC Kulmbach (KL), den EHC Kulmbach (BBzL) und den Kulmbacher EC (RL), die ebenfalls Eishockeyabteilungen im Spielbetrieb des BEV hatten.
Der erfolgreichste Club in der Kulmbacher Eishockeyszene war der Kulmbacher EC, der in einer kurzen Phase von nur 6 Punktspielzeiten beachtliche Erfolge erzielen konnte.
| Saison  | Liga | Klasse | Vorrunde    | Endrunde |
| ------- | ---- | ------ | ----------- | -------- |
| 1985/86 | BLL  | V I    | 9. Platz    | (Gr. 1)  |
| 1986/87 | BLL  | V I    | Meister     | Aufstieg |
| 1987/88 | BYL  | V      | Vizemeister | RL-Quali |
| 1988/89 | RL   | I V    | 9. Platz    |          |
| 1989/90 | RL   | I V    | 8. Platz    |          |
| 1990/91 | RL   | I V    | Abbruch     | Rückzug  |

Quelle: rodi-db.de, Quelle: passionhockey.com
Spielzeiten:
Von 1985 bis 1987 spielte der KEC in der Landesliga Bayern, 1987/88 Bayernliga und von 1988/89 bis 1990/91 Regionalliga. In der Spielzeit 1990/91 ist der Kulmbacher EC während der laufenden Saison ausgeschieden.
Erfolge des Kulmbacher EC:
- Aufstieg in die Regionalliga 1988
- Bayerischer Vizemeister 1988
- Aufstieg in die Bayernliga 1987
- Bayerischer Landesligameister 1987
- Meister Landesliga Nord 1987

## Der Verein heute
Die inzwischen 10 Sportstätten sind über das Stadtgebiet von Kulmbach verteilt, die Hauptstätte mit Geschäftsstelle, Stadion und zahlreichen weiteren Plätzen befindet sich neben der Realschule im Kulmbacher Stadtteil Forstlahm. Der Verein zählt derzeit 2.157 Mitglieder in 19 Abteilungen. Die Abteilungen sind:
- Basketball (gegründet 1968)
- Boxen und Schwerathletik (gegründet 1946), inzwischen mit Frauenboxen (Fitnessboxen), Thai- und Kickboxen
- Eissport (gegründet 1977)
- Faustball (gegründet 1921)
- Fechten (gegründet 1895), mit Sportfechten und Historischem Fechten
- Fußball (gegründet 1911)
- Handball (gegründet 1926)
- Judo (gegründet 1958)
- Karate (gegründet 1975)
- Leichtathletik (gegründet 1946)
- Radball (gegründet 1928)
- Radrennen (gegründet 1926)
- Schwimmen (gegründet 1922), inzwischen mit Triathlon (seit 2007)
- Tanzsport (gegründet 1973)
- Tennis (gegründet 1985)
- Tischtennis (gegründet 1946)
- Turnen (gegründet 1861)
- Volleyball (gegründet 1976)
- Wandern & Musik (gegründet 1921)

Mit dem türkischen Sportverein Bursa DSI Nilüfer Spor in der Kulmbacher Partnerstadt Bursa findet ein reger Austausch statt. Der ATS ist außerdem Ausrichter zahlreicher überregionaler Sportevents sowie deutscher und bayerischer Meisterschaften, so z. B. der Internationale Mönchshof-Triathlon, die Internationale Schwimmmeisterschaft EKU-Cup und die Deutschen Faustballmeisterschaften Jugend, Damen und Herren. Bekannteste Sportlerin des Vereins ist Sibylle Marks, die 2003 in Meppen Deutsche Meisterin im Mittelgewicht-Boxen wurde.